# أناركلي
أناركلي ((بالأردية: انارکلی)(حرفيا:زهر الرمان) أو شريفة النساء أيضا تعرف باسم نادرة بيقم هي جارية في بلاط الملك المغولي جلال الدين أكبر من لاهور، وفقا لأحد القصص أحبها ولي العهد الأمير سليم. أدت بها معارضة ملك الهند المغولي وأبو الأمير سليم السلطان أكبر لتدفن وراء جدران مقبرة أفقية واقفة وهي على قيد الحياة.، لا يوجد دليل تاريخي على وجود أناركالي على الرغم من أن شخصيتها غالبًا ما تظهر في الأفلام والكتب والنسخ الخيالية للتاريخ. وهناك خلاف بين العلماء حول صحة قصتها. هناك العديد من الآراء الداعمة والمعارضة مثل تلك المذكورة أدناه.
تم ذكر أناركالي لأول مرة في مجلة السائح والتاجر الإنجليزي ويليام فينش، بعد أن زار سلطنة مغول الهند في 24 أغسطس 1608.